# 蘇必利爾鎮區 (堪薩斯州麥克弗森縣)
蘇必利爾鎮區（英語：Superior Township）為美國堪薩斯州麥克弗森縣轄下的鎮區。2010年美国人口普查中此鎮區人口有1,740人。

## 地理
蘇必利爾鎮區涵蓋總面積為92.9平方（35.86平方英里），其中陸地面積為92.2平方（35.60平方英里），水域面積為0.67平方（0.26平方英里）或0.73%。

## 人口統計
根據2010年美國人口普查，蘇必利爾鎮區人口有1,740人，其中男性有843人，女性有897人，人口密度為每平方公里18.74人，住房計707戶。鎮區內的白人有1,678人，非裔美國人有1人，美洲原住民有6人，亞裔美國人有7人，太平洋島裔美國人有1人，其他種族有10人，混血種族則有37人。此外鎮區內有46人為西班牙裔或拉丁裔美國人。此鎮區之年齡中位數為45.5歲，而男性年齡中位數為42.0歲，女性年齡中位數為48.0歲。

## 交通

### 主要公路
- 61號堪薩斯州州道